# رابرت چارلبویز
رابرت چارلبویز (به انگلیسی: Robert Charlebois) (زاده ۲۵ ژوئن ۱۹۴۴) نویسنده، هنرمند ،آهنگساز ، بازیگر کانادایی است.
از فیلم‌های معروف او می‌توان به بازی در یک نابغه، دو شریک و یک ساده‌دل اشاره کرد.